# Gać (gemeente)
De gemeente Gać is een landgemeente in het Poolse woiwodschap Subkarpaten, in powiat Przeworski.
De zetel van de gemeente is in Gać.
Op 30 juni 2004 telde de gemeente 4571 inwoners.

## Oppervlakte gegevens
In 2002 bedroeg de totale oppervlakte van gemeente Gać 35,95 km², waarvan:
- agrarisch gebied: 91%
- bossen: 0%

De gemeente beslaat 5,15% van de totale oppervlakte van de powiat.

## Demografie
Stand op 30 juni 2004:
| Omschrijving                   | Totaal | Totaal | Vrouwen | Vrouwen | Mannen | Mannen |
| ------------------------------ | ------ | ------ | ------- | ------- | ------ | ------ |
| eenheid                        | aantal | %      | aantal  | %       | aantal | %      |
| inwoners                       | 4571   | 100    | 2296    | 50,2    | 2275   | 49,8   |
| bevolkingsdichtheid (inw./km²) | 127,1  | 127,1  | 63,9    | 63,9    | 63,3   | 63,3   |

In 2002 bedroeg het gemiddelde inkomen per inwoner 1378,95 zł.

## Plaatsen
- Białoboki
- Dębów
- Gać
- Mikulice
- Ostrów
- Wolica

## Aangrenzende gemeenten
Kańczuga, Łańcut, Markowa, Przeworsk